# Supercoupe du Japon de football 2014
Navigation
Édition précédente Édition suivante
L'édition 2014 de la Supercoupe du Japon est la 21e de la Supercoupe du Japon et se déroule le 22 février 2014 au Stade olympique national à Tokyo au Japon.
Les règles du match sont les suivantes : la durée de la rencontre est de 90 minutes, puis, en cas de match nul, les deux équipes se départageront directement lors d'une séance de tirs au but.
Le match oppose le Sanfrecce Hiroshima, vainqueur de la J League 2013, face au Yokohama F. Marinos, vainqueur de la Coupe du Japon 2013.

## Feuille de match
| Hiroshima ·     |                  |     |
| Titulaires :    |                  |     |
|                 |                  |     |
| 01              | Takuto Hayashi   |     |
| 33              | Tsukasa Shiotani |     |
| 05              | Kazuhiko Chiba   |     |
| 04              | Hiroki Mizumoto  |     |
| 14              | Mihael Mikić     | 65e |
| 06              | Toshihiro Aoyama |     |
| 30              | Kosei Shibasaki  |     |
| 27              | Kohei Shimizu    | 29e |
| 24              | Gakuto Notsuda   |     |
| 09              | Naoki Ishihara   |     |
| 11              | Hisato Sato      | 59e |
|                 |                  |     |
| Remplaçants :   |                  |     |
| 13              | Takuya Masuda    |     |
| 02              | Hwang Seok-ho    | 65e |
| 17              | Park Hyung-jin   |     |
| 10              | Yojiro Takahagi  |     |
| 25              | Yusuke Chajima   |     |
| 16              | Satoru Yamagishi | 29e |
| 29              | Takuma Asano     | 59e |
|                 |                  |     |
| Entraîneur :    |                  |     |
| Hajime Moriyasu |                  |     |

| Yokohama ·       |                   |     |
| Titulaires :     |                   |     |
|                  |                   |     |
| 01               | Tetsuya Enomoto   |     |
| 13               | Yuzo Kobayashi    |     |
| 22               | Yuji Nakazawa     |     |
| 04               | Yuzo Kurihara     |     |
| 05               | Antônio Dutra     | 60e |
| 27               | Seitaro Tomisawa  |     |
| 08               | Kosuke Nakamachi  | 69e |
| 25               | Jungo Fujimoto    |     |
| 10               | Shunsuke Nakamura |     |
| 11               | Manabu Saito      |     |
| 17               | Jin Hanato        | 60e |
|                  |                   |     |
| Remplaçants :    |                   |     |
| 30               | Yuji Rokutan      |     |
| 24               | Yuta Narawa       |     |
| 23               | Takumi Shimohira  | 60e |
| 14               | Andrew Kumagai    |     |
| 07               | Shingo Hyodo      | 69e |
| 06               | Shohei Ogura      |     |
| 09               | Takuro Yajima     | 60e |
|                  |                   |     |
| Entraîneur :     |                   |     |
| Yasuhiro Higuchi |                   |     |

| Hiroshima ·     |                  |     |
| Titulaires :    |                  |     |
|                 |                  |     |
| 01              | Takuto Hayashi   |     |
| 33              | Tsukasa Shiotani |     |
| 05              | Kazuhiko Chiba   |     |
| 04              | Hiroki Mizumoto  |     |
| 14              | Mihael Mikić     | 65e |
| 06              | Toshihiro Aoyama |     |
| 30              | Kosei Shibasaki  |     |
| 27              | Kohei Shimizu    | 29e |
| 24              | Gakuto Notsuda   |     |
| 09              | Naoki Ishihara   |     |
| 11              | Hisato Sato      | 59e |
|                 |                  |     |
| Remplaçants :   |                  |     |
| 13              | Takuya Masuda    |     |
| 02              | Hwang Seok-ho    | 65e |
| 17              | Park Hyung-jin   |     |
| 10              | Yojiro Takahagi  |     |
| 25              | Yusuke Chajima   |     |
| 16              | Satoru Yamagishi | 29e |
| 29              | Takuma Asano     | 59e |
|                 |                  |     |
| Entraîneur :    |                  |     |
| Hajime Moriyasu |                  |     |

| Yokohama ·       |                   |     |
| Titulaires :     |                   |     |
|                  |                   |     |
| 01               | Tetsuya Enomoto   |     |
| 13               | Yuzo Kobayashi    |     |
| 22               | Yuji Nakazawa     |     |
| 04               | Yuzo Kurihara     |     |
| 05               | Antônio Dutra     | 60e |
| 27               | Seitaro Tomisawa  |     |
| 08               | Kosuke Nakamachi  | 69e |
| 25               | Jungo Fujimoto    |     |
| 10               | Shunsuke Nakamura |     |
| 11               | Manabu Saito      |     |
| 17               | Jin Hanato        | 60e |
|                  |                   |     |
| Remplaçants :    |                   |     |
| 30               | Yuji Rokutan      |     |
| 24               | Yuta Narawa       |     |
| 23               | Takumi Shimohira  | 60e |
| 14               | Andrew Kumagai    |     |
| 07               | Shingo Hyodo      | 69e |
| 06               | Shohei Ogura      |     |
| 09               | Takuro Yajima     | 60e |
|                  |                   |     |
| Entraîneur :     |                   |     |
| Yasuhiro Higuchi |                   |     |